# آنا لیلی امیرپور
آنا لیلی امیرپور (انگلیسی: Ana Lily Amirpour) کارگردان و فیلم‌نامه‌نویس ایرانی آمریکایی است.
در سال ۲۰۱۶ امیرپور موفق به کسب جایزه ویژه جشنواره ونیز برای فیلم دار و دسته بد شد. او یکی از چند سینماگر ایرانی‌تبار است که در تابستان سال ۲۰۱۶ به منظور افزایش گوناگونی نژادی و جنسیتی به آکادمی اسکار دعوت شد.

## زندگی
آنا لیلی امیرپور در انگلستان به دنیا آمد و در کودکی به همراه خانواده به میامی آمریکا مهاجرت کرد. دوران دبیرستان را در بیکرزفیلد، کالیفرنیا سپری کرد و در نهایت از مدرسه تئاتر، فیلم و تلویزیون دانشگاه کالیفرنیا فارغ‌التحصیل شد.
اولین فیلم بلند داستانی امیرپور دختری در شب تنها به خانه می‌رود نام داشت که نخستین فیلم ایرانی در گونه ترسناک وسترن نامیده شد. تمام حوادث این فیلم در شهری تخیلی در ایران به نام شهر بد اتفاق می‌افتد. این فیلم توانست موفقیت‌هایی را برای او به ارمغان بیاورد.

## فیلم‌شناسی

### فیلم بلند
- ۲۰۲۱ - مونالیزا و ماه خونین
- ۲۰۱۶ - دار و دسته بد
- ۲۰۱۴ - دختری در شب تنها به خانه می‌رود
- ۲۰۲۲ - سریال کابینت عجایب _ قسمت چهارم

### فیلم کوتاه
- خودکشی کوچک (۲۰۱۲) نامزد بهترین فیلم کوتاه در جشنواره فیلم ادینبورگ
- من احساس حماقت می‌کنم (۲۰۱۲) فقط نویسندگی
- پشمالو (۲۰۱۱)
- کتاب (۲۰۱۰)
- عشق واقعی (۲۰۱۰)
- تو (۲۰۰۹) موزیک ویدئو